# Liste des médaillés aux Jeux olympiques d'été de 1988
Cet article liste les athlètes ayant remporté une médaille aux Jeux olympiques d'été de 1988 à Séoul en Corée du Sud du 17 septembre au 2 octobre 1988.

## Athlétisme
| Épreuves          | Or                                                                                                  | Argent | Bronze                                                                                           |
| ----------------- | --------------------------------------------------------------------------------------------------- | --- | ------------------------------------------------------------------------------------------------ |
| Hommes            | | |                                                                                                  |
| 100 m             | Carl Lewis (USA)                                                                                    | Linford Christie (GBR)                                                                                                   | Calvin Smith (USA)                                                                               |
| 200 m             | Joe DeLoach (USA)                                                                                   | Carl Lewis (USA) | Robson da Silva (BRA)                                                                            |
| 400 m             | Steve Lewis (USA)                                                                                   | Harry Reynolds (USA) | Danny Everett (USA)                                                                              |
| 800 m             | Paul Ereng (KEN)                                                                                    | Joaquim Cruz (BRA) | Saïd Aouita (MAR)                                                                                |
| 1 500 m           | Peter Rono (KEN)                                                                                    | Peter Elliott (GBR) | Jens-Peter Herold (RDA)                                                                          |
| 5 000 m           | John Ngugi (KEN)                                                                                    | Dieter Baumann (RFA) | Hansjörg Kunze (RDA)                                                                             |
| 10 000 m          | Brahim Boutayeb (MAR)                                                                               | Salvatore Antibo (ITA)                                                                                                   | Kipkemboi Kimeli (KEN)                                                                           |
| Marathon          | Gelindo Bordin (ITA)                                                                                | Douglas Wakiihuri (KEN)                                                                                                  | Hussein Ahmed Salah (DJI)                                                                        |
| 110 m haies       | Roger Kingdom (USA)                                                                                 | Colin Jackson (GBR) | Tonie Campbell (USA)                                                                             |
| 400 m haies       | André Phillips (USA)                                                                                | Amadou Dia Ba (SEN) | Edwin Moses (USA)                                                                                |
| 3 000 m steeple   | Julius Kariuki (KEN)                                                                                | Peter Koech (KEN) | Mark Rowland (GBR)                                                                               |
| Relais 4 × 100 m  | Union soviétique Viktor Bryzhin Vladimir Krylov Vladimir Muravyov Vitaliy Savin                     | Grande-Bretagne Elliot Bunney Linford Christie Mike McFarlane John Regis                                                 | France Bruno Marie-Rose Max Morinière Gilles Quénéhervé Daniel Sangouma                          |
| Relais 4 × 400 m  | États-Unis Danny Everett Steve Lewis Antonio McKay Harry Reynolds Kevin Robinzine Andrew Valmon     | Jamaïque Howard Burnett Bert Cameron Howard Davis Trevor Graham Winthrop Graham Devon Morris                             | Allemagne de l'Ouest Norbert Dobeleit Mark Henrich Edgar Itt Bodo Kuhn Ralf Lübke Jörg Vaihinger |
| 20 km marche      | Jozef Pribilinec (TCH)                                                                              | Ronald Weigel (RDA) | Maurizio Damilano (ITA)                                                                          |
| 50 km marche      | Vyacheslav Ivanenko (URS)                                                                           | Ronald Weigel (RDA) | Hartwig Gauder (RDA)                                                                             |
| Saut en hauteur   | Hennadiy Avdyeyenko (URS)                                                                           | Hollis Conway (USA) | Rudolf Povarnitsyn (URS) Patrik Sjöberg (SWE)                                                    |
| Saut en longueur  | Carl Lewis (USA)                                                                                    | Mike Powell (USA) | Larry Myricks (USA)                                                                              |
| Saut à la perche  | Sergueï Bubka (URS)                                                                                 | Rodion Gataullin (URS)                                                                                                   | Grigoriy Yegorov (URS)                                                                           |
| Triple saut       | Khristo Markov (BUL)                                                                                | Ihar Lapchyne (URS) | Aleksandr Kovalenko (URS)                                                                        |
| Lancer du poids   | Ulf Timmermann (RDA)                                                                                | Randy Barnes (USA) | Werner Günthör (SUI)                                                                             |
| Lancer du disque  | Jürgen Schult (RDA)                                                                                 | Romas Ubartas (URS) | Rolf Danneberg (RFA)                                                                             |
| Lancer du marteau | Sergey Litvinov (URS)                                                                               | Youri Sedykh (URS) | Jüri Tamm (URS)                                                                                  |
| Lancer du javelot | Tapio Korjus (FIN)                                                                                  | Jan Železný (TCH) | Seppo Räty (FIN)                                                                                 |
| Décathlon         | Christian Schenk (RDA)                                                                              | Torsten Voss (RDA) | Dave Steen (CAN)                                                                                 |
| Femmes            | | |                                                                                                  |
| 100 m             | Florence Griffith-Joyner (USA)                                                                      | Evelyn Ashford (USA) | Heike Drechsler (RDA)                                                                            |
| 200 m             | Florence Griffith-Joyner (USA)                                                                      | Grace Jackson (JAM) | Heike Drechsler (RDA)                                                                            |
| 400 m             | Olha Bryzhina (URS)                                                                                 | Petra Müller (RDA) | Olga Nazarova (URS)                                                                              |
| 800 m             | Sigrun Wodars (RDA)                                                                                 | Christine Wachtel (RDA)                                                                                                  | Kim Gallagher (USA)                                                                              |
| 1 500 m           | Paula Ivan (ROU)                                                                                    | Laimutė Baikauskaitė (URS)                                                                                               | Tetyana Samoylenko (URS)                                                                         |
| 3 000 m           | Tetyana Samoylenko (URS)                                                                            | Paula Ivan (ROU) | Yvonne Murray (GBR)                                                                              |
| 100 m haies       | Yordanka Donkova (BUL)                                                                              | Gloria Siebert (RDA) | Claudia Zackiewicz (RFA)                                                                         |
| 400 m haies       | Debbie Flintoff-King (AUS)                                                                          | Tatyana Ledovskaya (URS)                                                                                                 | Ellen Fiedler (RDA)                                                                              |
| Relais 4 × 100 m  | États-Unis Evelyn Ashford Alice Brown Sheila Echols Florence Griffith-Joyner Dannette Young         | Allemagne de l'Est Kerstin Behrendt Silke Gladisch-Möller Marlies Göhr Ingrid Lange                                      | Union soviétique Lyudmila Kondratyeva Galina Malchugina Natalya Pomoshchnikova Marina Zhirova    |
| Relais 4 × 400 m  | Union soviétique Olha Bryzhina Lyudmyla Dzhyhalova Tatyana Ledovskaya Olga Nazarova Mariya Pinigina | États-Unis Valerie Brisco-Hooks Diane Dixon Florence Griffith-Joyner Denean Howard-Hill Sherri Howard Lillie Leatherwood | Allemagne de l'Est Grit Breuer Sabine Busch Kirsten Emmelmann Petra Müller Dagmar Neubauer       |
| Saut en hauteur   | Louise Ritter (USA)                                                                                 | Stefka Kostadinova (BUL)                                                                                                 | Tamara Bykova (URS)                                                                              |
| Saut en longueur  | Jackie Joyner-Kersee (USA)                                                                          | Heike Drechsler (RDA) | Galina Chistyakova (URS)                                                                         |
| Lancer du poids   | Natalya Lisovskaya (URS)                                                                            | Kathrin Neimke (RDA) | Li Meisu (CHN)                                                                                   |
| Lancer du disque  | Martina Hellmann (RDA)                                                                              | Diana Gansky (RDA) | Tsvetanka Hristova (BUL)                                                                         |
| Lancer du javelot | Petra Felke (RDA)                                                                                   | Fatima Whitbread (GBR)                                                                                                   | Beate Koch (RDA)                                                                                 |
| Heptathlon        | Jackie Joyner-Kersee (USA)                                                                          | Sabine John (RDA) | Anke Behmer (RDA)                                                                                |

## Aviron
| Épreuves            | Or | Argent | Bronze |
| ------------------- | --- | --- | --- |
| Hommes              | | | |
| Skiff               | Thomas Lange (RDA) | Peter-Michael Kolbe (RFA) | Eric Verdonk (NZL) |
| Deux de couple      | Pays-Bas Ronald Florijn Nico Rienks | Suisse Ueli Bodenmann Beat Schwerzmann | Union soviétique Oleksandr Marchenko Vasil Yakusha                                                                                |
| Quatre de couple    | Italie Agostino Abbagnale Gianluca Farina Piero Poli Davide Tizzano                                                                                                 | Norvège Lars Bjønness Alf Hansen Rolf Thorsen Vetle Vinje | Allemagne de l'Est Steffen Bogs Heiko Habermann Jens Köppen Steffen Zühlke                                                        |
| Deux sans barreur   | Grande-Bretagne Andy Holmes Steve Redgrave | Roumanie Dănuț Dobre Dragoș Neagu | Yougoslavie Sadik Mujkič Bojan Prešern                                                                                            |
| Quatre sans barreur | Allemagne de l'Est Ralf Brudel Olaf Förster Thomas Greiner Roland Schröder                                                                                          | États-Unis Thomas Bohrer Richard Kennelly David Krmpotich Raoul Rodriguez | Allemagne de l'Ouest Guido Grabow Volker Grabow Norbert Keßlau Joerg Puttlitz                                                     |
| Deux avec barreur   | Italie Carmine Abbagnale Giuseppe Abbagnale Giuseppe Di Capua | Allemagne de l'Est Detlef Kirchhoff René Rensch Mario Streit | Grande-Bretagne Andy Holmes Steve Redgrave Patrick Sweeney                                                                        |
| Quatre avec barreur | Allemagne de l'Est Bernd Eichwurzel Frank Klawonn Bernd Niesecke Hendrik Reiher Karsten Schmelling                                                                  | Roumanie Ladislau Lovrenschi Dimitrie Popescu Valentin Robu Ioan Snep Vasile Tomoiagă                                                                                             | Nouvelle-Zélande Andrew Bird Greg Johnston George Keys Chris White Ian Wright                                                     |
| Huit                | Allemagne de l'Ouest Thomas Domian Armin Eichholz Manfred Klein Wolfgang Maennig Matthias Mellinghaus Thomas Möllenkamp Bahne Rabe Eckhardt Schultz Ansgar Wessling | Union soviétique Veniamin But Viktor Diduk Aleksandr Dumchev Pavel Gurkovsky Nikolay Kumarov Aleksandr Lukyanov Viktor Omelyanovich Vasily Tikhonov Andrey Vasilyev               | États-Unis Seth Bauer Doug Burden Jeffrey McLaughlin Peter Nordell Ted Patton John Pescatore John Rusher Jonathan Smith Mike Teti |
| Femmes              | | | |
| Skiff               | Jutta Behrendt (RDA) | Anne Marden (USA) | Magdalena Georgieva (BUL) |
| Deux de couple      | Allemagne de l'Est Birgit Peter Martina Schröter | Roumanie Veronica Cogeanu Elisabeta Lipă | Bulgarie Stefka Madina Violeta Ninova                                                                                             |
| Quatre de couple    | Allemagne de l'Est Kerstin Förster Kristina Mundt Beate Schramm Jana Sorgers                                                                                        | Union soviétique Antonina Doumtcheva Inna Frolova Irina Kalimbet Svitlana Maziy                                                                                                   | Roumanie Anișoara Bălan Veronica Cogeanu Elisabeta Lipă Anişoara Minea                                                            |
| Deux sans barreur   | Roumanie Rodica Arba-Pușcatu Olga Homeghi-Bularda | Bulgarie Lalka Berberova Radka Stoyanova | Nouvelle-Zélande Lynley Hannen Nicola Payne                                                                                       |
| Quatre avec barreur | Allemagne de l'Est Gerlinde Doberschütz Carola Hornig Sylvia Rose Birte Siech Martina Walther                                                                       | Chine Hu Yadong Li Ronghua Yang Xiao Zhang Xianghua Zhou Shouying | Roumanie Herta Anitas Doina Liliana Șnep-Bălan Ecaterina Oancia Veronica Necula Marioara Trașcă                                   |
| Huit                | Allemagne de l'Est Ramona Balthasar Kathrin Haacker Anja Kluge Daniela Neunast Beatrix Schröer Ute Stange Annegret Strauch Ute Wild Judith Ziedler                  | Roumanie Herta Anitas Rodica Arba-Pușcatu Mihaela Armasescu Adriana Chelariu-Bazon Ecaterina Oancia Olga Homeghi-Bularda Veronica Necula Doina Liliana Șnep-Bălan Marioara Trașcă | Chine Han Yaqin He Yanwen Hu Yadong Li Ronghua Yang Xiao Zhang Xianghua Zhang Yali Zhou Shouying Zhou Xiuhua                      |

## Basket-ball
| Épreuves         | Or | Argent | Bronze |
| ---------------- | --- | --- | --- |
| Tournoi masculin | Union soviétique Aleksandr Belostenny Valdemaras Chomičius Valeri Goborov Rimas Kurtinaitis Šarūnas Marčiulionis Igors Miglinieks Viktor Pankrashin Arvydas Sabonis Tiit Sokk Sergei Tarakanov Valeri Tikhonenko Oleksandr Volkov | Yougoslavie Franjo Arapović Zoran Čutura Danko Cvjetičanin Vlade Divac Toni Kukoč Željko Obradović Žarko Paspalj Dražen Petrović Dino Rađa Zdravko Radulović Stojko Vranković Jurij Zdovc     | États-Unis Willie Anderson Stacey Augmon Vernell Coles Jeff Grayer Hersey Hawkins Dan Majerle Danny Manning Mitch Richmond Charles D. Smith Charles E. Smith J.R. Reid David Robinson                             |
| Tournoi féminin  | États-Unis Teresa Edwards Kamie Ethridge Cindy Brown Anne Donovan Teresa Weatherspoon Bridgette Gordon Vicky Bullett Andrea Lloyd Katrina McClain Jennifer Gillom Cynthia Cooper Suzanne McConnell                                | Yougoslavie Stojna Vangelovska Mara Lakić Žana Lelas Eleonora Wild Kornelija Kvesić Danira Nakić Slađana Golić Polona Dornik Razija Mujanović Vesna Bajkuša Aselija Arbutina Bojana Milošević | Union soviétique Olga Buryakina Ielena Khoudachova Vitalija Tuomaitė Olga Yakovleva Galina Savitskaya Aleksandra Leonova Olga Yevkova Irina Sumnikova Irina Minkh Irina Gerlits Olesya Barel Natalia Zassoulskaïa |

## Boxe
| Épreuves                            | Or                         | Argent                      | Bronze                         |
| ----------------------------------- | -------------------------- | --------------------------- | ------------------------------ |
| Hommes                              |                            |                             |                                |
| Poids mi-mouches Moins de 48 kg     | Ivailo Marinov (BUL)       | Michael Carbajal (USA)      | Róbert Isaszegi (HUN)          |
| Poids mi-mouches Moins de 48 kg     | Ivailo Marinov (BUL)       | Michael Carbajal (USA)      | Leopoldo Serrantes (PHI)       |
| Poids mouches Moins de 51 kg        | Kim Kwang-sun (KOR)        | Andreas Tews (RDA)          | Mario González (MEX)           |
| Poids mouches Moins de 51 kg        | Kim Kwang-sun (KOR)        | Andreas Tews (RDA)          | Timofey Skryabin (URS)         |
| Poids coqs Moins de 54 kg           | Kennedy McKinney (USA)     | Aleksandar Khristov (BUL)   | Jorge Eliécer Julio (COL)      |
| Poids coqs Moins de 54 kg           | Kennedy McKinney (USA)     | Aleksandar Khristov (BUL)   | Phajol Moolsan (THA)           |
| Poids plumes Moins de 57 kg         | Giovanni Parisi (ITA)      | Daniel Dumitrescu (ROU)     | Abdelhak Achik (MAR)           |
| Poids plumes Moins de 57 kg         | Giovanni Parisi (ITA)      | Daniel Dumitrescu (ROU)     | Lee Jae-hyuk (KOR)             |
| Poids légers Moins de 60 kg         | Andreas Zülow (RDA)        | George Cramne (SWE)         | Romallis Ellis (USA)           |
| Poids légers Moins de 60 kg         | Andreas Zülow (RDA)        | George Cramne (SWE)         | Nergüin Enkhbat (MGL)          |
| Poids super-légers Moins de 63,5 kg | Vyacheslav Yanovskiy (URS) | Grahame Cheney (AUS)        | Reiner Gies (RFA)              |
| Poids super-légers Moins de 63,5 kg | Vyacheslav Yanovskiy (URS) | Grahame Cheney (AUS)        | Lars Myrberg (SWE)             |
| Poids welters Moins de 67 kg        | Robert Wangila (KEN)       | Laurent Boudouani (FRA)     | Jan Dydak (POL)                |
| Poids welters Moins de 67 kg        | Robert Wangila (KEN)       | Laurent Boudouani (FRA)     | Kenneth Gould (USA)            |
| Poids super-welters Moins de 71 kg  | Park Si-hun (KOR)          | Roy Jones Jr. (USA)         | Ray Downey (CAN)               |
| Poids super-welters Moins de 71 kg  | Park Si-hun (KOR)          | Roy Jones Jr. (USA)         | Richie Woodhall (GBR)          |
| Poids moyens Moins de 75 kg         | Henry Maske (RDA)          | Egerton Marcus (CAN)        | Syed Hussain Shah (PAK)        |
| Poids moyens Moins de 75 kg         | Henry Maske (RDA)          | Egerton Marcus (CAN)        | Chris Sande (KEN)              |
| Poids mi-lourds Moins de 81 kg      | Andrew Maynard (USA)       | Nurmagomed Shanavazov (URS) | Henryk Petrich (POL)           |
| Poids mi-lourds Moins de 81 kg      | Andrew Maynard (USA)       | Nurmagomed Shanavazov (URS) | Damir Škaro (YUG)              |
| Poids lourds Moins de 91 kg         | Ray Mercer (USA)           | Baik Hyun-man (KOR)         | Andrzej Gołota (POL)           |
| Poids lourds Moins de 91 kg         | Ray Mercer (USA)           | Baik Hyun-man (KOR)         | Arnold Vanderlyde (NED)        |
| Poids super-lourds Plus de 91 kg    | Lennox Lewis (CAN)         | Riddick Bowe (USA)          | Aleksandr Miroshnichenko (URS) |
| Poids super-lourds Plus de 91 kg    | Lennox Lewis (CAN)         | Riddick Bowe (USA)          | Janusz Zarenkiewicz (POL)      |

## Canoë-kayak

### Course en ligne
| Épreuves   | Or                                                                            | Argent                                                                           | Bronze                                                                         |
| ---------- | ----------------------------------------------------------------------------- | -------------------------------------------------------------------------------- | ------------------------------------------------------------------------------ |
| Hommes     |                                                                               |                                                                                  |                                                                                |
| C1 500 m   | Olaf Heukrodt (RDA)                                                           | Michał Śliwiński (URS)                                                           | Martin Marinov (BUL)                                                           |
| C1 1 000 m | Ivans Klementjevs (URS)                                                       | Jörg Schmidt (RDA)                                                               | Nikolay Bukhalov (BUL)                                                         |
| C2 500 m   | Union soviétique Nicolae Juravschi Viktor Reneysky                            | Pologne Marek Dopierała Marek Łbik                                               | France Joël Bettin Philippe Renaud                                             |
| C2 1 000 m | Union soviétique Nicolae Juravschi Viktor Reneysky                            | Allemagne de l'Est Olaf Heukrodt Ingo Spelly                                     | Pologne Marek Dopierała Marek Łbik                                             |
| K1 500 m   | Zsolt Gyulay (HUN)                                                            | Andreas Stähle (RDA)                                                             | Paul MacDonald (NZL)                                                           |
| K1 1 000 m | Greg Barton (USA)                                                             | Grant Davies (AUS)                                                               | André Wohllebe (RDA)                                                           |
| K2 500 m   | Nouvelle-Zélande Ian Ferguson Paul MacDonald                                  | Union soviétique Viktor Denisov Igor Nagaïev                                     | Hongrie Attila Ábrahám Ferenc Csipes                                           |
| K2 1 000 m | États-Unis Greg Barton Norman Bellingham                                      | Nouvelle-Zélande Ian Ferguson Paul MacDonald                                     | Australie Peter Foster Kelvin Graham                                           |
| K4 1 000 m | Hongrie Attila Ábrahám Ferenc Csipes Zsolt Gyulay Sándor Hódosi               | Union soviétique Viktor Denisov Sergei Kirsanov Aleksandr Motuzenko Igor Nagaïev | Allemagne de l'Est Hans-Jörg Bliesener Kay Bluhm Andreas Stähle André Wohllebe |
| Femmes     |                                                                               |                                                                                  |                                                                                |
| K1 500 m   | Vanja Gesheva-Tsvetkova (BUL)                                                 | Birgit Schmidt (RDA)                                                             | Izabela Dylewska (POL)                                                         |
| K2 500 m   | Allemagne de l'Est Anke Nothnagel Birgit Schmidt                              | Bulgarie Vanja Gesheva-Tsvetkova Diana Paliiska                                  | Pays-Bas Annemiek Derckx Anna Wood                                             |
| K4 500 m   | Allemagne de l'Est Anke Nothnagel Birgit Schmidt Ramona Portwich Heike Singer | Hongrie Erika Géczi Rita Kőbán Erika Mészáros Éva Rakusz                         | Bulgarie Vanja Gesheva-Tsvetkova Borislava Ivanova Diana Paliiska              |

## Cyclisme

### Piste
| Épreuves               | Or | Argent                                                                                  | Bronze                                                                         |
| ---------------------- | --- | --------------------------------------------------------------------------------------- | ------------------------------------------------------------------------------ |
| Hommes                 | |                                                                                         |                                                                                |
| Course aux points      | Dan Frost (DEN)                                                                                          | Leo Peelen (NED)                                                                        | Marat Ganeïev (URS)                                                            |
| Kilomètre              | Alexandre Kiritchenko (URS)                                                                              | Martin Vinnicombe (AUS)                                                                 | Robert Lechner (RFA)                                                           |
| Poursuite individuelle | Gintautas Umaras (URS)                                                                                   | Dean Woods (AUS)                                                                        | Bernd Dittert (RDA)                                                            |
| Poursuite par équipes  | Union soviétique Viatcheslav Ekimov Artūras Kasputis Dmitri Nelioubine Gintautas Umaras Mindaugas Umaras | Allemagne de l'Est Steffen Blochwitz Roland Hennig Dirk Meier Uwe Preißler Carsten Wolf | Australie Brett Dutton Wayne McCarney Stephen McGlede Scott McGrory Dean Woods |
| Vitesse individuelle   | Lutz Hesslich (RDA)                                                                                      | Nikolaï Kovch (URS)                                                                     | Gary Neiwand (AUS)                                                             |
| Femmes                 | |                                                                                         |                                                                                |
| Vitesse individuelle   | Erika Salumäe (URS)                                                                                      | Christa Luding (RDA)                                                                    | Connie Parakevin-Young (USA)                                                   |

### Route
| Épreuves                     | Or                                                                  | Argent                                                                       | Bronze                                                      |
| ---------------------------- | ------------------------------------------------------------------- | ---------------------------------------------------------------------------- | ----------------------------------------------------------- |
| Hommes                       |                                                                     |                                                                              |                                                             |
| Course en ligne              | Olaf Ludwig (RDA)                                                   | Bernd Gröne (RFA)                                                            | Christian Henn (RFA)                                        |
| Contre-la-montre par équipes | Allemagne de l'Est Uwe Ampler Mario Kummer Maik Landsmann Jan Schur | Pologne Joachim Halupczok Zenon Jaskuła Marek Leśniewski Andrzej Sypytkowski | Suède Anders Jarl Björn Johansson Jan Karlsson Michel Lafis |
| Femmes                       |                                                                     |                                                                              |                                                             |
| Course en ligne              | Monique Knol (NED)                                                  | Jutta Niehaus (RFA)                                                          | Laima Zilporytė (URS)                                       |

## Équitation
| Épreuves                     | Or | Argent | Bronze |
| ---------------------------- | --- | --- | --- |
| Concours complet individuel  | Mark Todd sur Charisma (AUS) | Ian Stark sur Sir Wattie (GBR) | Virginia Holgate-Leng sur Master Craftsman (GBR)                                                                                   |
| Concours complet par équipes | Allemagne de l'Ouest Matthias Baumann sur Shamrock 11 Ralf Ehrenbrink sur Uncle Todd Claus Erhorn sur Justyn Thyme Thies Kaspareit sur Sherry 42     | Grande-Bretagne Virginia Leng sur Master Craftsman Mark Phillips sur Cartier Ian Stark sur Sir Wattie Karen Straker sur Get Smart  | Nouvelle-Zélande Andrew Bennie sur Grayshott Margaret Knighton sur Enterprise Tinks Pottinger sur Volunteer Mark Todd sur Charisma |
| Dressage individuel          | Nicole Uphoff sur Rembrandt (RFA) | Margit Otto-Crépin sur Corlandus (FRA)                                                                                             | Christine Stückelberger sur Gauguin de Lully (SUI)                                                                                 |
| Dressage par équipes         | Allemagne de l'Ouest Reiner Klimke sur Ahlerich Ann-Kathrin Linsenhoff sur Courage 10 Monica Theodorescu sur Ganimedes Nicole Uphoff sur Rembrandt   | Suisse Otto Hofer sur Andiamo Christine Stückelberger sur Gauguin de Lully Daniel Ramseier sur Random Samuel Schatzmann sur Rochus | Canada Cynthia Neale-Ishoy sur Dynasty Eva Pracht sur Emirage Gina Smith sur Malte Ashley Nicoll sur Reipo                         |
| Saut d'obstacles individuel  | Pierre Durand sur Jappeloup (FRA) | Greg Best sur Gem Twist (USA) | Karsten Huck sur Nepomuk 8 (RFA)                                                                                                   |
| Saut d'obstacles par équipes | Allemagne de l'Ouest Ludger Beerbaum sur The Freak Wolfgang Brinkmann sur Pedro Dirk Hafemeister sur Orchidee 76 Franke Sloothaak sur Walzerkonig 19 | États-Unis Greg Best sur Gem Twist Lisa Ann Jacquin sur For the Moment Anne Kursinski sur Starman Joseph Fargis sur Mill Pearl     | France Hubert Bourdy sur Morgat Frédéric Cottier sur Flambeau C Michel Robert sur La Fayette Pierre Durand sur Jappeloup           |

## Escrime
| Épreuves           | Or                                                                                                  | Argent                                                                                                  | Bronze                                                                                                  |
| ------------------ | --------------------------------------------------------------------------------------------------- | --- | --- |
| Hommes             | | | |
| Épée individuel    | Arnd Schmitt (RFA)                                                                                  | Philippe Riboud (FRA)                                                                                   | Andrei Chouvalov (URS)                                                                                  |
| Épée par équipe    | France Frédéric Delpla Jean-Michel Henry Olivier Lenglet Philippe Riboud Éric Srecki                | Allemagne de l'Ouest Elmar Borrmann Volker Fischer Thomas Gerull Alexander Pusch Arnd Schmitt           | Union soviétique Andrei Chouvalov Pavel Kolobkov Wladimir Resnitschenko Mykhailo Tyshko Igor Tikhomirov |
| Fleuret individuel | Stefano Cerioni (ITA)                                                                               | Udo Wagner (RDA)                                                                                        | Aleksandr Romankov (URS)                                                                                |
| Fleuret par équipe | Union soviétique Vladimer Aptsiauri Anvar Ibragimov Boris Koretsky Ilgar Mamedov Aleksandr Romankov | Allemagne de l'Ouest Matthias Behr Thomas Endres Mathias Gey Ulrich Schreck Thorsten Weidner            | Hongrie István Busa Zsolt Érsek Róbert Gátai Pál Szekeres István Szelei                                 |
| Sabre individuel   | Jean-François Lamour (FRA)                                                                          | Janusz Olech (POL)                                                                                      | Giovanni Scalzo (ITA)                                                                                   |
| Sabre par équipe   | Hongrie Imre Bujdosó László Csongrádi Imre Gedővári György Nébald Bence Szabó                       | Union soviétique Andreï Alchan Mikhaïl Bourtsev Sergey Koryashkin Sergey Mindirgasov Heorhiy Pohosov    | Italie Massimo Cavaliere Gianfranco Dalla Barba Marco Marin Ferdinando Meglio Giovanni Scalzo           |
| Femmes             | | | |
| Fleuret individuel | Anja Fichtel (RFA)                                                                                  | Sabine Bau (RFA)                                                                                        | Zita-Eva Funkenhauser (RFA)                                                                             |
| Fleuret par équipe | Allemagne de l'Ouest Sabine Bau Anja Fichtel Zita-Eva Funkenhauser Annette Klug Christiane Weber    | Italie Francesca Bortolozzi-Borella Annapia Gandolfi Lucia Traversa Dorina Vaccaroni Margherita Zalaffi | Hongrie Zsuzsanna Jánosi-Németh Edit Kovács Gertrúd Stefanek Zsuzsanna Szőcs Katalin Tuschák            |

## Football
| Épreuves         | Or | Argent | Bronze |
| ---------------- | --- | --- | --- |
| Tournoi masculin | Union soviétique Aleksandr Borodiouk Igor Dobrovolski Sergueï Fokine Sergueï Gorloukovitch Arvidas Ianonis Evgueni Iarovenko Guela Ketachvili Dmitri Kharine Evgueni Kouznetsov Vladimir Lioutyi Viktor Losev Oleksiy Mykhaylychenko Arminas Narbekovas Igor Ponomaryov Aleksei Proudnikov Iouri Savitchev Igor Skliarov Vladimir Tatarchouk Oleksiy Tcherednik Vadim Tichtchenko | Brésil Ademir Aloísio Andrade Batista Bebeto Careca Zé Carlos André Cruz Edmar Valdo Filho Ricardo Gomes Jorginho Mazinho Milton Neto João Paulo Romário Geovani Silva Taffarel Luís Carlos Winck | Allemagne de l'Ouest Rudolf Bommer Holger Fach Wolfgang Funkel Armin Görtz Roland Grahammer Thomas Häßler Thomas Hörster Olaf Janßen Uwe Kamps Gerhard Kleppinger Jürgen Klinsmann Frank Mill Oliver Reck Karl-Heinz Riedle Gunnar Sauer Christian Schreier Michael Schulz Ralf Sievers Fritz Walter Wolfram Wuttke |

## Gymnastique

### Artistique
| Épreuves                    | Or | Argent                                                                                                | Bronze |
| --------------------------- | --- | --- | --- |
| Hommes                      | | | |
| Concours par équipes        | Union soviétique Vladimir Artemov Dmitriy Bilozerchev Vladimer Gogoladze Sergey Kharkov Valeriy Lyukin Vladimir Novikov      | Allemagne de l'Est Holger Behrendt Ralf Büchner Ulf Hoffmann Sylvio Kroll Sven Tippelt Andreas Wecker | Japon Yukio Iketani Hiroyuki Konishi Koichi Mizushima Daisuke Nishikawa Toshiharu Sato Takahiro Yamada                 |
| Concours général individuel | Vladimir Artemov (URS) | Valeriy Lyukin (URS)                                                                                  | Dmitriy Bilozerchev (URS)                                                                                              |
| Sol                         | Sergey Kharkov (URS) | Vladimir Artemov (URS)                                                                                | Yukio Iketani (JPN) Lou Yun (CHN)                                                                                      |
| Cheval d'arçon              | Lyubomir Geraskov (BUL) Zsolt Borkai (HUN) Dmitriy Bilozerchev (URS)                                                         | - | - |
| Anneaux                     | Holger Behrendt (RDA) Dmitriy Bilozerchev (URS)                                                                              | - | Sven Tippelt (RDA) |
| Saut de cheval              | Lou Yun (CHN) | Sylvio Kroll (RDA)                                                                                    | Park Jong-hoon (KOR)                                                                                                   |
| Barres parallèles           | Vladimir Artemov (URS) | Valeriy Lyukin (URS)                                                                                  | Sven Tippelt (RDA) |
| Barre fixe                  | Vladimir Artemov (URS) Valeriy Lyukin (URS)                                                                                  | - | Holger Behrendt (RDA) Marius Gherman (ROU)                                                                             |
| Femmes                      | | | |
| Concours par équipes        | Union soviétique Svetlana Baitova Svetlana Boginskaya Natalia Lashchenova Elena Chevtchenko Yelena Shushunova Olga Strazheva | Roumanie Aurelia Dobre Eugenia Golea Celestina Popa Gabriela Potorac Daniela Silivaș Camelia Voinea   | Allemagne de l'Est Gabriele Fähnrich Martina Jentsch Dagmar Kersten Ulrike Klotz Bettina Schieferdecker Dörte Thümmler |
| Concours général individuel | Yelena Shushunova (URS) | Daniela Silivaș (ROU)                                                                                 | Svetlana Boginskaya (URS)                                                                                              |
| Saut de cheval              | Svetlana Boginskaya (URS) | Gabriela Potorac (ROU)                                                                                | Daniela Silivaș (ROU)                                                                                                  |
| Barres asymétriques         | Daniela Silivaș (ROU) | Dagmar Kersten (RDA)                                                                                  | Yelena Shushunova (URS)                                                                                                |
| Poutre                      | Daniela Silivaș (ROU) | Yelena Shushunova (URS)                                                                               | Phoebe Mills (USA) Gabriela Potorac (ROU)                                                                              |
| Sol                         | Daniela Silivaș (ROU) | Svetlana Boginskaya (URS)                                                                             | Diana Dudeva (BUL) |

### Rythmique
| Épreuves   | Or                   | Argent                 | Bronze                      |
| ---------- | -------------------- | ---------------------- | --------------------------- |
| Femmes     |                      |                        |                             |
| Individuel | Marina Lobatch (URS) | Adriana Dunavska (BUL) | Oleksandra Tymoshenko (URS) |

## Haltérophilie
| Épreuves         | Or                        | Argent                   | Bronze                   |
| ---------------- | ------------------------- | ------------------------ | ------------------------ |
| Hommes           |                           |                          |                          |
| Moins de 52 kg   | Sevdalin Marinov (BUL)    | Chun Byung-Kwan (KOR)    | He Zhuoqiang (CHN)       |
| Moins de 56 kg   | Oksen Mirzoyan (URS)      | He Yingqiang (CHN)       | Liu Shoubin (CHN)        |
| Moins de 60 kg   | Naim Süleymanoğlu (TUR)   | Stefan Topurov (BUL)     | Ye Huanming (CHN)        |
| Moins de 67,5 kg | Joachim Kunz (RDA)        | Israil Militosian (URS)  | Li Jinhe (CHN)           |
| Moins de 75 kg   | Borislav Gidikov (BUL)    | Ingo Steinhofel (RDA)    | Alexander Varbanov (BUL) |
| Moins de 82,5 kg | Israil Arsamakov (URS)    | István Messzi (HUN)      | Lee Hyung-kun (KOR)      |
| Moins de 90 kg   | Anatoli Khrapaty (URS)    | Nail Muchamediarov (URS) | Sławomir Zawada (POL)    |
| Moins de 100 kg  | Pavel Kuznetzov (URS)     | Nicu Vlad (ROU)          | Peter Immesberger (RFA)  |
| Moins de 110 kg  | Juri Zacharevich (URS)    | József Jacsó (HUN)       | Ronny Weller (RDA)       |
| Plus de 110 kg   | Aleksandr Kurlovich (URS) | Manfred Nerlinger (RFA)  | Martin Zawieja (RFA)     |

## Handball
| Épreuves         | Or | Argent | Bronze |
| ---------------- | --- | --- | --- |
| Tournoi masculin | Union soviétique Viatcheslav Atavine Constantine Charovarov Iouri Chevtsov Valeri Gopine Alexandre Karchakevitch Andreï Lavrov Iouri Nesterov Voldemaras Novickis Alexandre Rimanov Georgi Sviridenko Igor Tchoumak Aleksandr Toutchkine Andreï Tyoumentsev Mikhaïl Vassiliev | Corée du Sud Choi Suk-jae Kang Jae-won Kim Jae-hwan Koh Suk-chang Lee Sang-hyo Lim Jin-suk Oh Young-ki Park Do-hun Park Young-dae Roh Hyun-suk Shim Jae-hong Shin Young-suk Yoon Tae-il                                              | Yougoslavie Mirko Bašić Jožef Holpert Boris Jarak Slobodan Kuzmanovski Muhamed Memić Alvaro Načinović Goran Perkovac Zlatko Portner Iztok Puc Rolando Pušnik Momir Rnić Zlatko Saračević Irfan Smajlagić Ermin Velić Veselin Vujović                                                 |
| Tournoi féminin  | Corée du Sud Han Hyun-sook Kim Mi-sook Kim Choon-rye Kim Hyun-mee Kim Kyung-soon Kim Myung-soon Lee Ki-soon Lee Mi-young Lim Mi-kyung Shon Mi-na Song Ji-hyun Suk Min-hee Sung Kyung-hwa                                                                                      | Norvège Kjerstin Andersen Berit Digre Marte Eliasson Susann Goksør Trine Haltvik Hanne Hegh Hanne Hogness Vibeke Johnsen Kristin Midthun Karin Pettersen Karin Singstad Annette Skotvoll Ingrid Steen Heidi Sundal Cathrine Svendsen | Union soviétique Natalia Anissimova Marina Bazanova Tatiana Djandjgava Elina Gousseva Tatiana Gorb Larissa Karlova Natalia Lapitskaïa Svetlana Mankova Natalia Mitriouk Natalia Morskova Elena Nemachkalo Natalia Rousnatchenko Olga Semionova Evguenia Tovstogan Zinaïda Tourtchina |

## Hockey sur gazon
| Épreuves         | Or | Argent | Bronze |
| ---------------- | --- | --- | --- |
| Tournoi masculin | Grande-Bretagne Paul Barber Stephen Batchelor Kulbir Bhaura Robert Clift Richard Dodds David Faulkner Russell Garcia Martyn Grimley Sean Kerly Jimmy Kirkwood Richard Leman Stephen Martin Veryan Pappin Jon Potter Imran Sherwani Ian Taylor | Allemagne de l'Ouest Stefan Blöcher Dirk Brinkmann Thomas Brinkmann Heiner Dopp Hans-Henning Fastrich Carsten Fischer Tobias Frank Volker Fried Horst-Ulrich Hänel Michael Hilgers Andreas Keller Michael Metz Andreas Mollandin Thomas Reck Christian Schliemann Ekkhard Schmidt-Opper | Pays-Bas Marc Benninga Floris Jan Bovelander Jacques Brinkman Maurits Crucq Marc Delissen Cees Jan Diepeveen Patrick Faber Ronald Jansen Rene Klaassen Hendrik Kooijman Hidde Kruize Frank Leistra Erik Parlevliet Gert Schlatmann Tim Steens Taco van den Honert                |
| Tournoi féminin  | Australie Tracey Belbin Deborah Bowman Lee Capes Michelle Capes Sally Carbon Elspeth Clement Loretta Dorman Maree Fish Rechelle Hawkes Lorraine Hillas Kathleen Partridge Sharon Patmore Jackie Pereira Sandra Pisani Kim Small Liane Tooth   | Corée du Sud Chang Eun-Jung Cho Ki-Hyang Choi Choon-Ok Chung Eun-Kyung Chung Sang-Hyun Han Gum Shil Han Ok-Kyung Hwang Keum-Sook Jin Won-Sim Kim Mi-Sun Kim Soon-Duk Kim Young-sook Lim Kye-Sook Park Soon-Ja Seo Hyo-Sun Seo Kwang-Mi                                                  | Pays-Bas Willemien Aardenburg Carina Benninga Marjolein Eijsvogel Yvonne Buter Det de Beus Annemieke Fokke Noor Holsboer Helen van der Ben Lisanne Lejeune Anneloes Nieuwenhuizen Martine Ohr Marieke van Doorn Aletta van Manen Sophie von Weiler Laurien Willemse Ingrid Wolff |

## Judo
| Épreuves       | Or                       | Argent                   | Bronze                    |
| -------------- | ------------------------ | ------------------------ | ------------------------- |
| Hommes         |                          |                          |                           |
| Moins de 60 kg | Kim Jae-yup (KOR)        | Kevin Asano (USA)        | Shinji Hosokawa (JPN)     |
| Moins de 60 kg | Kim Jae-yup (KOR)        | Kevin Asano (USA)        | Amiran Totikashvili (URS) |
| Moins de 65 kg | Lee Kyung-keun (KOR)     | Janusz Pawłowski (POL)   | Bruno Carabetta (FRA)     |
| Moins de 65 kg | Lee Kyung-keun (KOR)     | Janusz Pawłowski (POL)   | Yosuke Yamamoto (JPN)     |
| Moins de 71 kg | Marc Alexandre (FRA)     | Sven Loll (RDA)          | Mike Swain (USA)          |
| Moins de 71 kg | Marc Alexandre (FRA)     | Sven Loll (RDA)          | Georgiy Tenadze (URS)     |
| Moins de 78 kg | Waldemar Legień (POL)    | Frank Wieneke (RFA)      | Torsten Bréchôt (RDA)     |
| Moins de 78 kg | Waldemar Legień (POL)    | Frank Wieneke (RFA)      | Bashir Varaev (URS)       |
| Moins de 86 kg | Peter Seisenbacher (AUT) | Vladimir Shestakov (URS) | Akinobu Osako (JPN)       |
| Moins de 86 kg | Peter Seisenbacher (AUT) | Vladimir Shestakov (URS) | Ben Spijkers (NED)        |
| Moins de 95 kg | Aurélio Miguel (BRA)     | Marc Meiling (RFA)       | Dennis Stewart (GBR)      |
| Moins de 95 kg | Aurélio Miguel (BRA)     | Marc Meiling (RFA)       | Robert Van de Walle (BEL) |
| Plus de 95 kg  | Hitoshi Saitō (JPN)      | Henry Stöhr (RDA)        | Cho Yong-chul (KOR)       |
| Plus de 95 kg  | Hitoshi Saitō (JPN)      | Henry Stöhr (RDA)        | Grigory Verichev (URS)    |

## Lutte

### Gréco-Romaine
| Épreuves        | Or                        | Argent                   | Bronze                     |
| --------------- | ------------------------- | ------------------------ | -------------------------- |
| Hommes          |                           |                          |                            |
| Moins de 48 kg  | Vincenzo Maenza (ITA)     | Andrzej Głąb (POL)       | Bratan Tsenov (BUL)        |
| Moins de 52 kg  | Jon Rønningen (NOR)       | Atsuji Miyahara (JPN)    | Lee Jae-suk (KOR)          |
| Moins de 57 kg  | András Sike (HUN)         | Stoyan Balov (BUL)       | Charálambos Cholídis (GRE) |
| Moins de 62 kg  | Kamandar Madzhidov (URS)  | Zhivko Vangelov (BUL)    | An Dae-hyun (KOR)          |
| Moins de 68 kg  | Levon Julfalakyan (URS)   | Kim Sung-moon (KOR)      | Tapio Sipilä (FIN)         |
| Moins de 74 kg  | Kim Young-nam (KOR)       | Daulet Turlykhanov (URS) | Józef Tracz (POL)          |
| Moins de 82 kg  | Mikhail Mamiashvili (URS) | Tibor Komáromi (HUN)     | Kim Sang-kyu (KOR)         |
| Moins de 90 kg  | Atanas Komchev (BUL)      | Harri Koskela (FIN)      | Vladimir Popov (URS)       |
| Moins de 100 kg | Andrzej Wroński (POL)     | Gerhard Himmel (RFA)     | Dennis Koslowski (USA)     |
| Plus de 100 kg  | Aleksandr Karelin (URS)   | Rangel Gerovski (BUL)    | Tomas Johansson (SWE)      |

### Libre
| Épreuves        | Or                         | Argent                   | Bronze                   |
| --------------- | -------------------------- | ------------------------ | ------------------------ |
| Hommes          |                            |                          |                          |
| Moins de 48 kg  | Takashi Kobayashi (JPN)    | Ivan Tsonov (BUL)        | Sergei Karamchakov (URS) |
| Moins de 52 kg  | Mitsuru Satō (JPN)         | Šaban Trstena (YUG)      | Vladimir Tohuzov (URS)   |
| Moins de 57 kg  | Sergey Beloglazov (URS)    | Askari Mohammadian (IRI) | Noh Kyung-sun (KOR)      |
| Moins de 62 kg  | John Smith (USA)           | Stepan Sarkisyan (URS)   | Simeon Shterev (BUL)     |
| Moins de 68 kg  | Arsen Fadzaev (URS)        | Park Jang-soon (KOR)     | Nate Carr (USA)          |
| Moins de 74 kg  | Kenny Monday (USA)         | Adlan Varayev (URS)      | Rakhmat Sofiadi (BUL)    |
| Moins de 82 kg  | Han Myung-woo (KOR)        | Necmi Gençalp (TUR)      | Jozef Lohyňa (TCH)       |
| Moins de 90 kg  | Makharbek Khadartsev (URS) | Akira Ōta (JPN)          | Kim Tae-woo (KOR)        |
| Moins de 100 kg | Vasile Pușcașu (ROU)       | Yuri Khabelov (URS)      | William Scherr (USA)     |
| Plus de 100 kg  | David Gobedjichvili (URS)  | Bruce Baumgartner (USA)  | Andreas Schröder (RDA)   |

## Natation
| Épreuves                    | Or                                                                                              | Argent                                                                                                   | Bronze                                                                          |
| --------------------------- | ----------------------------------------------------------------------------------------------- | --- | ------------------------------------------------------------------------------- |
| Hommes                      |                                                                                                 | |                                                                                 |
| 50 m nage libre             | Matt Biondi (USA)                                                                               | Tom Jager (USA)                                                                                          | Gennadiy Prigoda (URS)                                                          |
| 100 m nage libre            | Matt Biondi (USA)                                                                               | Chris Jacobs (USA)                                                                                       | Stéphan Caron (FRA)                                                             |
| 200 m nage libre            | Duncan Armstrong (AUS)                                                                          | Anders Holmertz (SWE)                                                                                    | Matt Biondi (USA)                                                               |
| 400 m nage libre            | Uwe Daßler (RDA)                                                                                | Duncan Armstrong (AUS)                                                                                   | Artur Wojdat (POL)                                                              |
| 1 500 m nage libre          | Vladimir Salnikov (URS)                                                                         | Stefan Pfeiffer (RFA)                                                                                    | Uwe Daßler (RDA)                                                                |
| 100 m dos                   | Daichi Suzuki (JPN)                                                                             | David Berkoff (USA)                                                                                      | Igor Polyansky (URS)                                                            |
| 200 m dos                   | Igor Polyansky (URS)                                                                            | Frank Baltrusch (RDA)                                                                                    | Paul Kingsman (AUS)                                                             |
| 100 m brasse                | Adrian Moorhouse (GBR)                                                                          | Károly Güttler (HUN)                                                                                     | Dmitri Volkov (URS)                                                             |
| 200 m brasse                | József Szabó (HUN)                                                                              | Nick Gillingham (GBR)                                                                                    | Sergio López Miró (ESP)                                                         |
| 100 m papillon              | Anthony Nesty (SUR)                                                                             | Matt Biondi (USA)                                                                                        | Andy Jameson (GBR)                                                              |
| 200 m papillon              | Michael Groß (RFA)                                                                              | Benny Nielsen (DEN)                                                                                      | Anthony Mosse (NZL)                                                             |
| 200 m 4 nages               | Tamás Darnyi (HUN)                                                                              | Patrick Kühl (RDA)                                                                                       | Vadim Yaroshchuk (URS)                                                          |
| 400 m 4 nages               | Tamás Darnyi (HUN)                                                                              | David Wharton (USA)                                                                                      | Stefano Battistelli (ITA)                                                       |
| Relais 4 × 100 m nage libre | États-Unis Matt Biondi Troy Dalbey Doug Gjertsen Chris Jacobs Tom Jager Shaun Jordan Brent Lang | Union soviétique Yuri Bashkatov Raimundas Mažuolis Gennadiy Prigoda Vladimir Tkatchenko Nikolay Yevseyev | Allemagne de l'Est Thomas Flemming Lars Hinneburg Dirk Richter Steffen Zesner   |
| Relais 4 × 200 m nage libre | États-Unis Matt Biondi Matthew Cetlinski Troy Dalbey Doug Gjertsen                              | Allemagne de l'Est Uwe Daßler Thomas Flemming Sven Lodziewski Steffen Zesner                             | Allemagne de l'Ouest Thomas Fahrner Michael Groß Rainer Henkel Erik Hochstein   |
| Relais 4 × 100 m 4 nages    | États-Unis David Berkoff Matt Biondi Chris Jacobs Richard Schroeder                             | Canada Victor Davis Sandy Goss Tom Ponting Mark Tewksbury                                                | Union soviétique Igor Polyansky Gennadiy Prigoda Dmitri Volkov Vadim Yaroshchuk |
| Femmes                      |                                                                                                 | |                                                                                 |
| 50 m nage libre             | Kristin Otto (RDA)                                                                              | Yang Wenyi (CHN)                                                                                         | Katrin Meißner (RDA) Jill Sterkel (USA)                                         |
| 100 m nage libre            | Kristin Otto (RDA)                                                                              | Zhuang Yong (CHN)                                                                                        | Catherine Plewinski (FRA)                                                       |
| 200 m nage libre            | Heike Friedrich (RDA)                                                                           | Silvia Poll (CRC)                                                                                        | Manuela Stellmach (RDA)                                                         |
| 400 m nage libre            | Janet Evans (USA)                                                                               | Heike Friedrich (RDA)                                                                                    | Anke Möhring (RDA)                                                              |
| 800 m nage libre            | Janet Evans (USA)                                                                               | Astrid Strauß (RDA)                                                                                      | Julie McDonald (AUS)                                                            |
| 100 m dos                   | Kristin Otto (RDA)                                                                              | Krisztina Egerszegi (HUN)                                                                                | Cornelia Sirch (RDA)                                                            |
| 200 m dos                   | Krisztina Egerszegi (HUN)                                                                       | Kathrin Zimmermann (RDA)                                                                                 | Cornelia Sirch (RDA)                                                            |
| 100 m brasse                | Tanya Dangalakova (BUL)                                                                         | Antoaneta Frenkeva (BUL)                                                                                 | Silke Hörner (RDA)                                                              |
| 200 m brasse                | Silke Hörner (RDA)                                                                              | Huang Xiaomin (CHN)                                                                                      | Antoaneta Frenkeva (BUL)                                                        |
| 100 m papillon              | Kristin Otto (RDA)                                                                              | Birte Weigang (RDA)                                                                                      | Qian Hong (CHN)                                                                 |
| 200 m papillon              | Kathleen Nord (RDA)                                                                             | Birte Weigang (RDA)                                                                                      | Mary T. Meagher (USA)                                                           |
| 200 m 4 nages               | Daniela Hunger (RDA)                                                                            | Elena Dendeberova (URS)                                                                                  | Noemi Lung (ROU)                                                                |
| 400 m 4 nages               | Janet Evans (USA)                                                                               | Noemi Lung (ROU)                                                                                         | Daniela Hunger (RDA)                                                            |
| Relais 4 × 100 m nage libre | Allemagne de l'Est Daniela Hunger Katrin Meißner Kristin Otto Manuela Stellmach                 | Pays-Bas Karin Brienesse Marianne Muis Mildred Muis Conny van Bentum                                     | États-Unis Mitzi Kremer Dara Torres Laura Walker Mary Wayte                     |
| Relais 4 × 100 m 4 nages    | Allemagne de l'Est Silke Hörner Katrin Meißner Kristin Otto Birte Weigang                       | États-Unis Beth Barr Janel Jorgensen Tracey McFarlane Mary Wayte                                         | Canada Allison Higson Jane Kerr Lori Melien Andrea Nugent                       |

## Natation synchronisée
| Épreuves   | Or                                    | Argent                                     | Bronze                            |
| ---------- | ------------------------------------- | ------------------------------------------ | --------------------------------- |
| Femmes     |                                       |                                            |                                   |
| Individuel | Carolyn Waldo (CAN)                   | Tracie Ruiz (USA)                          | Mikako Kotani (JPN)               |
| Duo        | Canada Michelle Cameron Carolyn Waldo | États-Unis Karen Josephson Sarah Josephson | Japon Mikako Kotani Miyako Tanaka |

## Pentathlon moderne
| Épreuves   | Or                                                 | Argent                                                | Bronze                                                          |
| ---------- | -------------------------------------------------- | ----------------------------------------------------- | --------------------------------------------------------------- |
| Hommes     |                                                    |                                                       |                                                                 |
| Individuel | János Martinek (HUN)                               | Carlo Massullo (ITA)                                  | Vakhtang Iagorachvili (URS)                                     |
| Par équipe | Hongrie László Fábián János Martinek Attila Mizsér | Italie Daniele Masala Carlo Massullo Gianluca Tiberti | Grande-Bretagne Graham Brookhouse Dominic Mahony Richard Phelps |

## Plongeon
| Épreuves        | Or                  | Argent                 | Bronze                |
| --------------- | ------------------- | ---------------------- | --------------------- |
| Hommes          |                     |                        |                       |
| Tremplin à 3 m  | Greg Louganis (USA) | Tan Liangde (CHN)      | Li Deliang (CHN)      |
| Haut-vol à 10 m | Greg Louganis (USA) | Xiong Ni (CHN)         | Jesús Mena (MEX)      |
| Femmes          |                     |                        |                       |
| Tremplin à 3 m  | Gao Min (CHN)       | Li Qing (CHN)          | Kelly McCormick (USA) |
| Haut-vol à 10 m | Xu Yanmei (CHN)     | Michele Mitchell (USA) | Wendy Williams (USA)  |

## Tennis
| Épreuves         | Or                                   | Argent                                     | Bronze                                       |
| ---------------- | ------------------------------------ | ------------------------------------------ | -------------------------------------------- |
| Simple messieurs | Miloslav Mečíř (TCH)                 | Tim Mayotte (USA)                          | Stefan Edberg (SWE)                          |
| Simple dames     | Steffi Graf (RFA)                    | Gabriela Sabatini (ARG)                    | Zina Garrison (USA)                          |
| Double messieurs | États-Unis Ken Flach Robert Seguso   | Espagne Sergio Casal Emilio Sánchez        | Tchécoslovaquie Miloslav Mečíř Milan Šrejber |
| Double dames     | États-Unis Zina Garrison Pam Shriver | Tchécoslovaquie Jana Novotná Helena Suková | Australie Elisabeth Smylie Wendy Turnbull    |

## Tennis de table
| Épreuves         | Or                                       | Argent                                     | Bronze                                    |
| ---------------- | ---------------------------------------- | ------------------------------------------ | ----------------------------------------- |
| Simple messieurs | Yoo Nam-kyu (KOR)                        | Kim Ki-taik (KOR)                          | Erik Lindh (SWE)                          |
| Simple dames     | Chen Jing (CHN)                          | Li Huifen (CHN)                            | Jiao Zhimin (CHN)                         |
| Double messieurs | Chine Chen Longcan Wei Qingguang         | Yougoslavie Ilija Lupulesku Zoran Primorac | Corée du Sud Ahn Jae-hyung Yoo Nam-kyu    |
| Double dames     | Corée du Sud Hyun Jung-hwa Yang Young-ja | Chine Chen Jing Jiao Zhimin                | Yougoslavie Jasna Fazlic Gordana Perkučin |

## Tir
| Épreuves                     | Or                      | Argent                        | Bronze                     |
| ---------------------------- | ----------------------- | ----------------------------- | -------------------------- |
| Hommes                       |                         |                               |                            |
| Carabine à 10 m air comprimé | Goran Maksimović (YUG)  | Nicolas Berthelot (FRA)       | Johann Riederer (RFA)      |
| Carabine 50 m 3 positions    | Malcolm Cooper (GBR)    | Alister Allan (GBR)           | Kiril Ivanov (URS)         |
| Carabine à 50 m tir couché   | Miroslav Varga (TCH)    | Cha Young-chul (KOR)          | Attila Záhonyi (HUN)       |
| Cible mouvante à 50 m        | Tor Heiestad (NOR)      | Huang Shiping (CHN)           | Hennadyy Avramenko (URS)   |
| Pistolet à 10 m air comprimé | Tanyu Kiryakov (BUL)    | Erich Buljung (USA)           | Xue Haifeng (CHN)          |
| Pistolet à 25 m tir rapide   | Afanasijs Kuzmins (URS) | Ralf Schumann (RDA)           | Zoltán Kovács (HUN)        |
| Pistolet à 50 m              | Sorin Babii (ROU)       | Ragnar Skanåker (SWE)         | Ihar Basinski (URS)        |
| Femmes                       |                         |                               |                            |
| Carabine à 10 m air comprimé | Irina Shilova (URS)     | Silvia Sperber (RFA)          | Anna Malukhina (URS)       |
| Carabine 50 m 3 positions    | Silvia Sperber (RFA)    | Vesela Lecheva (BUL)          | Valentina Cherkasova (URS) |
| Pistolet à 10 m air comprimé | Jasna Šekarić (YUG)     | Nino Salukvadze (URS)         | Marina Logvinenko (URS)    |
| Pistolet à 25 m              | Nino Salukvadze (URS)   | Tomoko Hasegawa (JPN)         | Jasna Šekarić (YUG)        |
| Mixte                        |                         |                               |                            |
| Fosse olympique              | Dimitri Monakov (URS)   | Miloslav Bednařik (TCH)       | Frans Peeters (BEL)        |
| Skeet                        | Axel Wegner (RDA)       | Alfonso de Irruarrizaga (CHI) | Jorge Guardiola (ESP)      |

## Tir à l'arc
| Épreuves    | Or                                                       | Argent                                                         | Bronze                                                        |
| ----------- | -------------------------------------------------------- | -------------------------------------------------------------- | ------------------------------------------------------------- |
| Hommes      |                                                          |                                                                |                                                               |
| Individuel  | Jay Barrs (USA)                                          | Park Sung-soo (KOR)                                            | Vladimir Iecheïev (URS)                                       |
| Par équipes | Corée du Sud Chun In-soo Lee Han-sup Park Sung-soo       | États-Unis Jay Barrs Richard McKinney Darrell Pace             | Grande-Bretagne Steven Hallard Richard Priestman Leroy Watson |
| Femmes      |                                                          |                                                                |                                                               |
| Individuel  | Kim Soo-nyung (KOR)                                      | Wang Hee-kyung (KOR)                                           | Yun Young-sook (KOR)                                          |
| Par équipes | Corée du Sud Kim Soo-nyung Wang Hee-kyung Yun Young-sook | Indonésie Lilies Handayani Nurfitriyana Saiman Kusuma Wardhani | États-Unis Denise Parker Deborah Ochs Melanie Skillman        |

## Voile
| Épreuves        | Or                                                          | Argent                                                    | Bronze                                                  |
| --------------- | ----------------------------------------------------------- | --------------------------------------------------------- | ------------------------------------------------------- |
| Hommes          |                                                             |                                                           |                                                         |
| 470             | France Thierry Peponnet Luc Pillot                          | Union soviétique Tõnu Tõniste Toomas Tõniste              | États-Unis Charles McKee John Shadden                   |
| Finn            | José Luis Doreste (ESP)                                     | Peter Holmberg (ISV)                                      | John Cutler (NZL)                                       |
| Lechner         | Bruce Kendall (NZL)                                         | Jan Boersma (AHO)                                         | Michael Gebhardt (USA)                                  |
| Femmes          |                                                             |                                                           |                                                         |
| 470             | États-Unis Lynne Jewell Allison Jolly                       | Suède Birgitta Bengtsson Marit Söderström                 | Union soviétique Larisa Moskalenko Irina Shunikhovskaya |
| Mixte           |                                                             |                                                           |                                                         |
| Flying Dutchman | Danemark Jørgen Bojsen-Møller Christian Grønborg            | Norvège Erik Bjørkum Ole Petter Pollen                    | Canada Frank McLaughlin John Millen                     |
| Soling          | Allemagne de l'Est Thomas Flach Bernd Jäkel Jochen Schümann | États-Unis William Baylis Robert Billingham John Kostecki | Danemark Jesper Bank Jan Mathiasen Steen Secher         |
| Star            | Grande-Bretagne Michael McIntyre Bryn Vaile                 | États-Unis Harold Haenel Mark Reynolds                    | Brésil Nelson Falcão Torben Grael                       |
| Tornado         | France Nicolas Hénard Jean-Yves Le Déroff                   | Nouvelle-Zélande Rex Sellers Chris Timms                  | Brésil Clinio Freitas Lars Grael                        |

## Volley-ball
| Épreuves         | Or | Argent | Bronze |
| ---------------- | --- | --- | --- |
| Tournoi masculin | États-Unis Craig Buck Bob Ctvrtlik Scott Fortune Karch Kiraly Ricci Luyties Robert Partie Jonathan Root David Saunders Eric Sato Jeffrey Stork Troy Tanner Steve Timmons                                                     | Union soviétique Iaroslav Antonov Vladimir Chkourikhine Andreï Kouznetsov Ievgueni Krassilnikov Valeri Lossev Iouri Panchenko Igor Rounov Iouri Sapega Oleksandr Sorokalet Iouri Tcherednik Raimundas Vilde Vyacheslav Zaytsev | Argentine Daniel Castellani Daniel Colla Hugo Conte Juan Carlos Cuminetti Esteban de Palma Alejandro Diz Waldo Kantor Esteban Martinez Raul Quiroga Jon Uriarte Carlos Weber Claudio Zulianello |
| Tournoi féminin  | Union soviétique Olga Chkournova Svetlana Korytova Marina Koumysh Tatiana Krainova Olga Krivosheieva Valentina Ogiyenko Marina Pankova Irina Parkhomtchouk Tatiana Sidorenko Irina Smirnova Yelena Tcheboukina Elena Volkova | Pérou Luisa Cervera Alejandra de la Guerra Denise Fajardo Miriam Gallardo Rosa García Sonia Heredia Katherine Horny Natalia Málaga Gabriela Pérez del Solar Cecilia Tait Gina Torrealva Cenaida Uribe                          | Chine Cui Yongmei Hou Yuzhu Li Guojun Li Yueming Su Huijuan Wang Yajun Wu Dan Yang Xiaojun Yang Xilan Ying Jiang Zhao Hong Zheng Meizhu                                                         |

## Water-polo
| Épreuves         | Or | Argent | Bronze |
| ---------------- | --- | --- | --- |
| Tournoi masculin | Yougoslavie Dragan Andrić Mislav Bezmalinović Perica Bukić Veselin Đuho Igor Gočanin Deni Lušić Igor Milanović Tomislav Paškvalin Renco Posinković Goran Rađenović Dubravko Šimenc Aleksandar Šoštar Mirko Vičević | États-Unis James Bergeson Greg Boyer Jeffrey Campbell Jody Campbell Peter Campbell Christopher Duplanty Michael Evans Douglas Kimbell Edward Klass Alan Mouchawar Kevin Robertson Terence Schroeder Craig Wilson | Union soviétique Dmitriy Apanasenko Viktor Berendiouga Mikheil Giorgadze Evgeniy Grishin Mikhail Ivanov Aleksandr Kolotov Sergey Kotenko Serghei Marcoci Nurlan Mendygaliyev Giorgi Mshvenieradze Sergey Naumov Evgeniy Sharonov Nikolaï Smirnov (en) |

## Athlètes les plus médaillés
| Athlète                  | Pays               | Sport                  | Médaille d'or, Jeux olympiques | Médaille d'argent, Jeux olympiques | Médaille de bronze, Jeux olympiques | Total |
| Matt Biondi              | États-Unis         | Natation               | 5                              | 1                                  | 1                                   | 7     |
| Vladimir Artemov         | Union soviétique   | Gymnastique artistique | 4                              | 1                                  | 0                                   | 5     |
| Daniela Silivaș          | Roumanie           | Gymnastique artistique | 3                              | 2                                  | 1                                   | 6     |
| Florence Griffith-Joyner | États-Unis         | Athlétisme             | 3                              | 1                                  | 0                                   | 4     |
| Dmitriy Bilozerchev      | Union soviétique   | Gymnastique artistique | 3                              | 0                                  | 1                                   | 4     |
| Janet Evans              | États-Unis         | Natation               | 3                              | 0                                  | 0                                   | 3     |
| Valeriy Lyukin           | Union soviétique   | Gymnastique artistique | 2                              | 2                                  | 0                                   | 4     |
| Svetlana Boginskaya      | Union soviétique   | Gymnastique artistique | 2                              | 1                                  | 1                                   | 4     |
| Yelena Shushunova        | Union soviétique   | Gymnastique artistique | 2                              | 1                                  | 1                                   | 4     |
| Heike Friedrich          | Allemagne de l'Est | Natation               | 2                              | 1                                  | 0                                   | 3     |
| Chris Jacobs             | États-Unis         | Natation               | 2                              | 1                                  | 0                                   | 3     |
| Carl Lewis               | États-Unis         | Athlétisme             | 2                              | 1                                  | 0                                   | 3     |
| Birgit Schmidt           | Allemagne de l'Est | Canoë-kayak            | 2                              | 1                                  | 0                                   | 3     |
| Daniela Hunger           | Allemagne de l'Est | Natation               | 2                              | 0                                  | 1                                   | 3     |
| Katrin Meißner           | Allemagne de l'Est | Natation               | 2                              | 0                                  | 1                                   | 3     |
| Birte Weigang            | Allemagne de l'Est | Natation               | 1                              | 2                                  | 0                                   | 3     |
| Holger Behrendt          | Allemagne de l'Est | Gymnastique artistique | 1                              | 1                                  | 1                                   | 3     |
| Uwe Daßler               | Allemagne de l'Est | Natation               | 1                              | 1                                  | 1                                   | 3     |
| Vanja Gesheva-Tsvetkova  | Bulgarie           | Canoë-kayak            | 1                              | 1                                  | 1                                   | 3     |
| Gabriela Potorac         | Roumanie           | Gymnastique artistique | 0                              | 2                                  | 1                                   | 3     |
| Sven Tippelt             | Allemagne de l'Est | Gymnastique artistique | 0                              | 1                                  | 2                                   | 3     |